# Georges Grimard
Georges François Joseph Grimard, né le 2 novembre 1858 à Mons et décédé le 5 décembre 1926 à Uccle, fut un homme politique belge socialiste.

## Biographie
Grimard fut avocat ; membre du groupe Justice (1894), qui passa de l' Association Libérale de Bruxelles au Parti ouvrier belge, pour lequel il fut élu en 1895 comme conseiller communal de Bruxelles et ce jusqu'en 1911. En vertu d'un accord avec les libéraux de gauche au sein du conseil communal de Bruxelles, Grimard est le premier représentant socialiste à être élu le 30 janvier 1905 échevin de la capitale, il occupera cette fonction jusqu'au 31 décembre 1911 où il cédera sa place à son ami Max Hallet. 
Il fut élu conseiller provincial libéral de la province de Brabant (1892-94), député socialiste de l'arrondissement de Thuin (1898-1900) et sénateur socialiste provincial de la province de Liège (1900-08).
Il est inhumé au cimetière de Laeken.